# Gastrorchis humblotii
Gastrorchis humblotii är en orkidéart som först beskrevs av Heinrich Gustav Reichenbach, och fick sitt nu gällande namn av Rudolf Schlechter. Gastrorchis humblotii ingår i släktet Gastrorchis och familjen orkidéer.
Artens utbredningsområde är Madagaskar.

## Underarter
Arten delas in i följande underarter:
- G. h. humblotii
- G. h. rubra
- G. h. schlechteri